# 亚甲基四氟化硫
亚甲基四氟化硫是一种有机硫化合物，化学式为CH2SF4，根据它在低温的单晶衍射表征得知，其硫原子处于三角双锥的环境中。它可以四氟化硫为原料，经多步反应得到五氟硫基溴甲烷（SF5CH2Br），再和正丁基锂反应，得到SF5CH2Li后升温分解制得。它和氟化氢反应，可以得到CH3SF5。

## 拓展阅读
- Calculated structures of thiopyrylium-S-fluoride and S-trifluoride and attempts of their preparation. Journal of Fluorine Chemistry. 2003. 120 (1). doi:10.1016/S0022-1139(02)00284-1.